# Morten Lauridsen

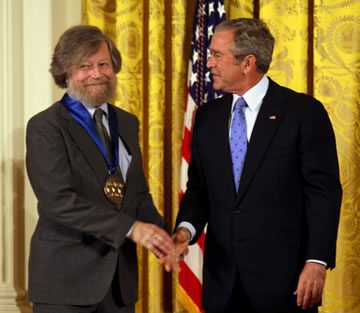
Morten Lauridsen, links, mit Präsident George W. Bush, November 2007

Morten Johannes Lauridsen (* 27. Februar 1943 in Colfax, Washington) ist ein amerikanischer Komponist.

## Leben
Lauridsen wuchs als Sohn dänischer Einwanderer in Portland (Oregon) auf. Nachdem er zunächst als Feuerwehrmann beim United States Forest Service gearbeitet hatte, entschloss er sich zu einem Kompositionsstudium an der University of Southern California bei Ingolf Dahl, Robert Linn, Harold Owen und Halsey Stevens.
Seit 1967 unterrichtet er als Professor für Komposition an der Thornton School of Music der University of Southern California. In den Jahren 1994 bis 2001 wirkte er als Composer in Residence des Los Angeles Master Chorale. In den Vereinigten Staaten zählt Lauridsen zu den beliebtesten Chor-Komponisten. Zunehmende Bekanntheit erlangte er durch seine 1994 entstandene Komposition O Magnum Mysterium wegen ihres mystischen und geheimnisvollen Charakters.
Lauridsens Werk, das fast ausschließlich aus Vokalmusik besteht, wurde mit vielen Preisen gewürdigt. Im Jahr 2007 erhielt Lauridsen im Weißen Haus die National Medal of Arts verliehen, die höchste Auszeichnung, die von der amerikanischen Regierung an Künstler verliehen wird. Lauridsens Kompositionsstil kann wie auch derjenige Eric Whitacres als „neo-impressionistisch“ bezeichnet werden.
Lauridsen wohnt auf Waldron Island, einer einsamen Insel im US-Bundesstaat Washington.

## Werke

### Chorwerke
- Ave Maria
- A Winter Come
- Be Still, My Soul, Be Still
- Cuatro Canciones sobre Poesías de Federico García Lorca
- Chanson Éloignée
- I Will Lift Up Mine Eyes
- Les Chansons des Roses
  - I. En une seule fleur
  - II. Contre qui, rose
  - III. De ton rêve trop plein
  - IV. La rose complète
  - V. Dirait-on
- Lux Aeterna
  - I. Introitus
  - II. In te, Domine, speravi
  - III. O Nata Lux
  - IV. Veni, Sancte Spiritus
  - V. Agnus Dei
- Madrigali: Six "Firesongs" on Italian Renaissance Poems
  - I. Ov'è, Lass', Il Bel Viso?
  - II. Quando Son Piu Lontan
  - III. Amor, Io Sento L'alma
  - IV. Io Piango
  - V. Luci Serene e Chiare
  - VI. Se Per Havervi, Oime
- Mid-Winter Songs
  - I. Lament for Pasiphae
  - II. Like Snow
  - III. She tells her love while half asleep
  - IV. Mid-winter waking
  - V. Intersession in late October
- O Magnum Mysterium
- Sure on this Shining Night
- Ubi Caritas Et Amor
- Where Have the Actors Gone?